# 加賀谷武
加賀谷 武（かがや たけし、1932年 - ）は、空間造形作家。
「空間生態」をテーマにした制作活動を続けている。

## 略歴
- 1932年、富山県小矢部市生まれ
- 1955年、金沢美術工芸大学工芸科専攻科修了
- 1962年、東京移住
- 2002年、紺綬褒章授与

## 展覧会
- 1954年-1959年、二科展・九室会（東京都美術館）
- 1956年、一・一会結成（東京菊水画廊）
- 1957年、北陸二科展結成（金沢大和百貨店）
- 1967年、国際青年美術家展（日米）優秀賞（東京西武百貨店）、第8回現代日本美術展（東京都美術館）、5人の現代日本美術家展 文化フォーラム主催（パリ・G.ランベール）
- 1978年、北日本美術賞展 北日本美術賞（高岡市美術館）
- 1981年-1991年、富山の美術招待（富山県立近代美術館）
- 1985年、練馬区立美術館開館記念展（練馬区立美術館）
- 1986年、空間を造形しよう展（練馬区立美術館）
- 1987年、ねりまの美術’87（練馬区立美術館）
- 1990年、現代美術の流れ（富山県立近代美術館）
- 1998年、加賀谷武 川井昭夫 展（砺波市美術館ギャラリー）
- 1999年、日本・オーストリア現代美術交流展（ウィーン、ハウスビットゲンシュタイン美術館）

## 個展
- 1964年-1967年、サトウ画廊（東京）
- 1965年、内科画廊（東京）
- 1967年、富山県民会館美術館ギャラリー（富山）
- 1980年、富山県民会館美術館（富山）
- 1982年、村松画廊（東京）
- 1990年、ギャラリーNOW（富山）
- 1995年-1998年、ギャラリーフレスカ（東京）
- 1999年、ウィーン、ハウスビットゲンシュタイン美術館（オーストリア）
- 2000年、ベルリン、クンストラハウスベタニエン美術館（ドイツ）、富山県民会館美術館（富山）
- 2001年、クロスランドおやべ（富山）
- 2006年、シロタ画廊（東京）